# Метакса, Георг фон
Георг Феликс фон Метакса (нем. Georg Felix von Metaxa; 7 октября 1914, Вена — 12 декабря 1944, Арнольдсвейлер, Германия или апрель 1945, Югославия) — австрийский и германский теннисист. Чемпион Австрии 1937 года, финалист Уимблдонского турнира 1938 года в мужском парном разряде, финалист межзонального плей-офф Кубка Дэвиса в составе сборной Германии.

## Биография
Георг фон Метакса, сын натурализованных греков, родился в Вене в 1914 году. В 19 лет, в мае 1934 года, он уже стал финалистом национального чемпионата Австрии и в этом же году впервые выступил на чемпионате Франции и Уимблдонском турнире.
В следующие несколько лет фон Метакса неоднократно становился финалистом международных турниров, в том числе в 1936 году в Аллахабаде (Всеиндийский теннисный чемпионат) и итальянском Мерано (чемпионат Доломитовых Альп). Также в 1936 году он выиграл турнир в другом итальянском городе Варезе, а в 1937 году стал чемпионом Австрии, в финале победив проживающего в этой стране поляка Адама Баворовского, своего постоянного партнёра в парном разряде. Фон Метакса и Баворовский дважды подряд, в 1936 и 1937 годах, выводили австрийскую сборную в полуфинал Европейской зоны Международного теннисного кубка вызова (больше известного как Кубок Дэвиса), но там проиграли сначала югославам, а затем команде Германии.
В 1938 году Австрия была аннексирована нацистской Германией. В итоге австрийская команда в Кубке Дэвиса распалась — Баворовский бежал в Польшу, а Метакса и Ганс Редль присоединились к германской сборной, из которой был выведен попавший в опалу барон Готфрид фон Крамм. Новым партнёром Метаксы, как в Кубке Дэвиса, так и в индивидуальных турнирах стал немец Хеннер Хенкель, и вместе они вышли в финал Уимблдонского турнира, где проиграли американцам Дону Баджу и Джину Мако. В Кубке Дэвиса немецкая команда, выиграв европейский отбор, попала в межзональный плей-офф в Бостоне, где, однако, потерпела разгромное поражение от австралийцев. Поражение было настолько безоговорочным, что игроков немедленно отозвали в Германию «для отдыха», не дав им возможности сыграть в чемпионате США. Тем не менее следующий розыгрыш Кубка Дэвиса и Метакса и Хенкель снова начали в составе германской сборной, где к ним присоединился представитель аннексированных Судет Родерих Менцель. Германская сборная успела дойти до финала Европейской зоны, в том числе всухую переиграв в полуфинале британцев, но закончить турнир в этом году не сумела: началась Вторая мировая война.
В военные годы многие из германских теннисистов были призваны в действующую армию. Партнёр Метаксы Хеннер Хенкель погиб в 1943 году под Воронежем. Сам же Метакса попал на Западный фронт, где и погиб. Данные о дате и месте его смерти различаются: по одним источникам, он погиб в декабре 1944 года в Арнольдсвайлере (ныне район Дюрена, Северный Рейн-Вестфалия), по другим же — незадолго до конца войны в Югославии.

## Финалы турниров Большого шлема за карьеру

### Мужской парный разряд (0+1)
Поражение (1)
| Год  | Турнир              | Покрытие | Партнёр        | Соперники в финале | Счёт в финале      |
| ---- | ------------------- | -------- | -------------- | ------------------ | ------------------ |
| 1938 | Уимблдонский турнир | Трава    | Хеннер Хенкель | Дон Бадж Джин Мако | 4-6, 6-3, 3-6, 6-8 |